# Artiom Ovechkin
Artiom Serguéievich Ovechkin ((del ruso: Артём Сергеевич Овечкин); Berdsk, el 11 de julio de 1986) es un ciclista ruso.

## Biografía
Especialista contrarreloj, Artiom Ovechkin se distinguió en amateurs terminando en el pódium de los campeonatos de Europa en ruta en 2008. Fichado por el equipo ruso Lokomotiv en 2009, consiguió buenos resultados contra el crono ganando el Dúo Normando, en compañía de Nikolái Trusov y el Campeonato de Rusia contrarreloj. Estos buenos resultados le valieron para fichar por el equipo ruso del Pro Tour Katusha a partir de 2010. 
El 12 de julio de 2013 se anunció que había dado positivo por fenoterol durante la disputa de los Campeonatos Rusia. El corredor fue apartado del conjunto RusVelo con otros dos corredores de su mismo equipo que también dieron positivo por la misma sustancia debido a que fue un error del médico del equipo.

## Palmarés
2007
- 2 etapas del Way to Pekin

2009
- Campeonato de Rusia Contrarreloj
- Dúo Normando (haciendo pareja con Nikolay Trusov)

2010
- Dúo Normando (haciendo pareja con Alexandr Pliuschin)

2013
- 3.º en el Campeonato de Rusia Contrarreloj

2014
- 3.º en el Campeonato de Rusia Contrarreloj

2015
- 1 etapa de la Vuelta a Eslovenia
- Campeonato de Rusia Contrarreloj

2018
- Tour de Antalya, más 1 etapa
- Tour de Langkawi, más 1 etapa
- Campeonato de Rusia Contrarreloj
- 1 etapa del Tour de China II

2019
- Campeonato de Rusia Contrarreloj
- 1 etapa del Tour de China II

2020
- Campeonato de Rusia Contrarreloj

2021
- 2.º en el Campeonato de Rusia Contrarreloj

## Resultados en Grandes Vueltas y Campeonatos del Mundo
| Carrera              | Carrera              | 2009 | 2010 | 2011 | 2012 | 2013 | 2014 | 2015 | 2016  | 2017 | 2018 | 2019 | 2020 | 2021 |
| -------------------- | -------------------- | ---- | ---- | ---- | ---- | ---- | ---- | ---- | ----- | ---- | ---- | ---- | ---- | ---- |
|                      | Giro de Italia       | —    | —    | —    | —    | —    | —    | —    | 142.º | —    | —    | —    | —    | —    |
|                      | Tour de Francia      | —    | —    | —    | —    | —    | —    | —    | —     | —    | —    | —    | —    | —    |
|                      | Vuelta a España      | —    | —    | —    | —    | —    | —    | —    | —     | —    | —    | —    | —    | —    |
| Mundial en Ruta      | Mundial en Ruta      | —    | Ab.  | —    | —    | —    | —    | —    | —     | —    | —    | —    | —    | —    |
| Mundial Contrarreloj | Mundial Contrarreloj | 17.º | 21.º | —    | —    | —    | 14.º | 19.º | —     | —    | —    | —    | —    | —    |

—: no participa

Ab.: abandono